# Astronomsko telo
Astronomsko telo ali astronomski objekt je vsako naravno telo v vesoljskem prostoru zunaj Zemlje. Tudi Zemlja je astronomsko telo. Za ta pojem se rabi tudi izraz nebesno telo, predvsem pa za tista toga telesa v Osončju, čeprav se velikokrat z izrazom zaobjame tudi zvezde in galaksije.

## Kratek pregled astronomskih teles
| Osončje | Zunajosončna telesa | Zunajosončna telesa | Zunajosončna telesa |
| Osončje | Preprosta telesa | Sestavljena telesa | Razsuta telesa |
| --- | --- | --- | --- |
| - Sonce - Planeti - Merkur - Venera - Zemlja - Luna - Mars - satelita - Fobos - Deimos - Jupiter - sateliti - Saturn - sateliti - Uran - sateliti - Neptun - sateliti - Pritlikavi planeti - Pluton - sateliti - Erida - Disnomija - Cerera - Makemake - Haumea - satelita - Hiʻiaka - Namaka - Asteroidi - Blizuzemeljski asteroidi - »Vulkanoidi« - »Apohelci« - »Arjunci« - Atonci - Apolonci - Amorci - Asteroidni pas - Trojanci - Marsovi Trojanci - Jupitrovi Trojanci - Neptunovi Trojanci - Damoklejci - Kentavri - Čezneptunska telesa - Kuiperjev pas - Kubevani - Plutini - Razpršena telesa - Sedna - Kometi - Periodični kometi - Dolgoperiodični kometi - Izgubljeni kometi - Izginuli kometi - Oortov oblak - Meteoroidi - Meteorji - Bolidi - Meteorski roji | - Zunajosončni planeti - Vroči Jupitri - Izsredni Jupitri - Prehodni planeti - Pulzarjevi planeti - Prosti planeti - Medzvezdni kometi - Rjave pritlikavke - Litijeve pritlikavke - Metanske pritlikavke - Zvezde po spektralnem razredu - Modre zvezde - Modrobele zvezde - Bele zvezde - Rumenobele zvezde - Rumene zvezde - Oranžne zvezde - Rdeče zvezde - Ogljikove zvezde - Wolf-Rayetove zvezde - Zvezde po razredu sija - Pritlikavke (zvezde glavnega niza) - Rumene pritlikavke - Oranžne pritlikavke - Rdeče pritlikavke - Podorjakinje - Orjakinje - Rdeče orjakinje - Modre orjakinje - Svetle orjakinje - Nadorjakinje - Rdeče nadorjakinje - Hiperorjakinje - Spremenljivke - Utripajoče spremenljivke - Spremenljivke tipa Mire - Kefeidne spremenljivke - Polpravilne spremenljivke - Nepravilne spremenljivke - Eruptivne spremenljivke - Napihljive zvezde - Svetleče modre spremenljivke - Kataklizmične spremenljivke - Pritlikave nove - Nove - Supernove - Izbruhi žarkov γ - Kolapsarji - Hipernove - Vrteče spremenljivke - Strnjene zvezde - Bele pritlikavke - Črne pritlikavke - Nevtronske zvezde - Magnetarji - Pulzarji - Čudne zvezde - Črne luknje - Mikročrne luknje - Prvobitne črne luknje - Zvezdne črne luknje - Srednje težke črne luknje - Supermasivne črne luknje | - Večkratne zvezde - Dvozvezdja - Optična dvozvezdja - Vidna dvozvezdja - Astrometrična dvozvezdja - Spektroskopska dvozvezdja - Prekrivalna dvozvezdja - Ločena dvozvezdja - Polločena dvozvezdja - Dotikalna dvozvezdja - Viri rentgenskih žarkov - Trozvezdja - Zvezdne skupine - Zvezdne kopice - Zvezdne asociacije - Razsute kopice - Kroglaste kopice - Ozvezdja - Asterizmi - Galaksije - Galaksije po morfologiji - Spiralne galaksije - Spiralne galaksije s prečko - Lečaste galaksije - Eliptične galaksije - Obročaste galaksije - Nepravilne galaksije - Galaksije po velikosti - Eliptične orjakinje - Pritlikave galaksije - Skrajno strnjene galaksije - Dejavne galaksije - Blazarji - Kvazarji - Radijske galaksije - Seyfertove galaksije - Galaksije z zveznimi izbruhi - Skupine in jate galaksij - Oblaki jat galaksij - Nadjate - Vlakna / Praznine | - Obzvezdna snov - Prašni diski - Medplanetarna snov - Protoplanetni diski - Medzvezdna snov - Meglice - Planetarne meglice - Ostanki supernov - Svetle meglice - Difuzne meglice - Emisijske meglice - Refleksijske meglice - Območja H II - Temne meglice - Molekularni oblaki - Medgalaktična snov - Kozmično mikrovalovno prasevanje ozadja - Temna snov - MACHOji - WIMPi - Domnevno - Vesoljska struna |